# Фролов, Юрий Анисимович
Юрий Анисимович Фролов (укр. Юрій Онисимович Фролов; 7 января 1926, Астрахань — 16 июля 2000, Киев) — советский и украинский учёный-правовед, специалист по вопросам, связным с уголовным наказанием, кандидат юридических наук (1955), профессор (1980), профессор кафедры уголовного права и процесса (1980) и заместитель декана юридического факультета по научной работе (1980 — 1991) Киевского государственного университета.

## Биография
Юрий Фролов родился 7 января 1926 года в Астрахани. С 1943 по 1945 годы был курсантом Ленинградского военного училища НКВД. В 1946 году начал обучаться в Алма-Атинском юридическом институте, но затем перевелся на юридический факультет Киевского государственного университета имени Т. Г. Шевченко, который окончил в 1951 году.
С 1951 года начал работать в этом университете, сначала был аспирантом, затем занимал должность преподавателя на кафедре уголовного права, а затем — доцентскую должность. Некоторое время в 1980 году Фролов занимал должность профессора кафедры уголовного права и процесса, но в том же году был назначен на должность заместителя декана юридического факультета по научной работе, на которой находился вплоть до 1991 года.
Юрий Анисимович скончался 16 июля 2000 года в Киеве.

## Научная деятельность
В 1955 году защитил диссертацию на соискание учёной степени кандидата юридических наук, в 1980 году получил учёное звание профессора.
Юрий Анисимович занимался исследованием следующих вопросов: 1) системы назначения, применение и исполнения уголовного наказания; 2) причин преступности среди несовершеннолетних; 3) историей исправительно-трудового права в Украине.
Среди трудов Юрия Фролова основными являются: «Развитие исправительно-трудового права в Украине в первые годы Советской власти» (1960), «Суд и прокуратура буржуазных государств» (1970), «Советская судебная система» (1971), «Советское право» (написан в соавторстве, 1984).